# Cantone di Saint-Jean-Brévelay
Il Cantone di Saint-Jean-Brévelay era una divisione amministrativa dell'arrondissement di Pontivy.
È stato soppresso a seguito della riforma complessiva dei cantoni del 2014, che è entrata in vigore con le elezioni dipartimentali del 2015.
Comprendeva i comuni di:
- Bignan
- Billio
- Buléon
- Guéhenno
- Plumelec
- Saint-Allouestre
- Saint-Jean-Brévelay